# 中川久恒
中川 久恒（なかがわ ひさつね）は、豊後国岡藩の第4代藩主。

## 略歴
寛永18年（1641年）7月26日、第3代藩主・中川久清の長男として生まれる。寛文6年（1666年）4月29日、父の隠居により家督を継いだ。藩政においては寛文9年（1669年）の軽犯罪者取締の強化をはじめ、貞享4年（1687年）の捨て子禁止令など藩内の治安維持を図り、さらに関幸輔を招聘して文治教育にも尽力した。しかし生来から病弱だったため、天和2年（1682年）からは弟たちによって藩政が代行されている。
元禄8年（1695年）6月15日に死去した。享年55。跡を長男の久通が継いだ。

## 系譜
- 父：中川久清（1615年 - 1681年）
- 母：石川忠総の娘
- 正室：左阿（1644年 - 1705年） - 池田光政の娘
  - 長男：中川久通（1663年 - 1710年）
- 生母不明の子女
  - 男子：中川鍋千代
  - 男子：中川熊千代
  - 女子：佐都子、清光院 - 仙石政明正室